# Rose (Doctor Who)
"Rose" je prva epizoda prve sezone britanske znanstveno-fantastične televizijske serije Doctor Who. Prvi je put prikazana 26. ožujka 2005. na BBC1. Epizodu je režirao Keith Boak, a napisao ju je Russel T. Davies, jedan od tri izvršna producenta epizode.

## Radnja
Rose Tyler (Billie Piper), devetnaestogodišnja pomoćnica u dućanu ode u podrum dućana u kojem radi, Henrik's. Ondje ju počnu proganjati izložbene lutke. Stranac koji se predstavi samo kao Doktor (Christopher Eccleston), kaže joj da bježi. Nakon što Rose uspješno pobjegne, zgrada eksplodira. Sutradan, Doktor posjeti Rosein dom gdje ga napadne plastična ruka jedne od izložbenih lutaka. Rose i on uspiju obuzdati ruku. Rose krene u istragu o Doktoru, pa se nađe s Cliveom (Mark Benton), koji prati Doktorove pojave kroz stoljeća. Clive kaže Rose kako je Doktor opasan, i da će se nešto grozno dogoditi jer je ovdje. Dok Rose priča s Cliveom, njenog dečka Mickeya Smitha (Noel Clarke) otima kanta za smeće i na njegovo mjesto stavlja plastičnog duplikata.
Lažni Mickey vodi Rose na ručak i ispituje ju o Doktoru, ali Doktor se pojavi i obezglavi dvojnika. Doktor vodi Rose i plastičnu glavu u  TARDIS i pokušava koristiti glavu kako bi pronašli upravljački signal. TARDIS ih vodi na London Eye, jer od tamo dopire upravljački signal. Doktor objašnjava Rose da je lažni Mickey Autonac, kojim upravlja Nesteenska Svijest. Doktor ima bočicu anti-plastike kojom može uništiti Nesteensku Svijest ako se to pokaže nužnim. Shvativši da je odašiljač London Eye, Rose i Doktor spuste se ispod njega kako bi spriječili Nesteensku Svijest. Ondje pronađu vezanog Mickeya, a Doktor pokuša pregovarati sa Svijesti, ali Svijest optužuje Doktora kako je uništio njen planet za vrijeme Vremenskog Rata. Svijest aktivira sve Autonce, koji počnu ubijati kupce, uključujući i Clivea. Dva Autonca zatoće Doktora, ali ga Rose spasi. Anti-plastika pada u prebivalište Svijesti, te ona umire. Bez Svijesti, svi Autonci popadaju. Doktor koristi TARDIS kako bi Mickey i Rose odveo kući, a zatim uvjeri Rose da mu se pridruži kao nova suputnica.